# Intervju

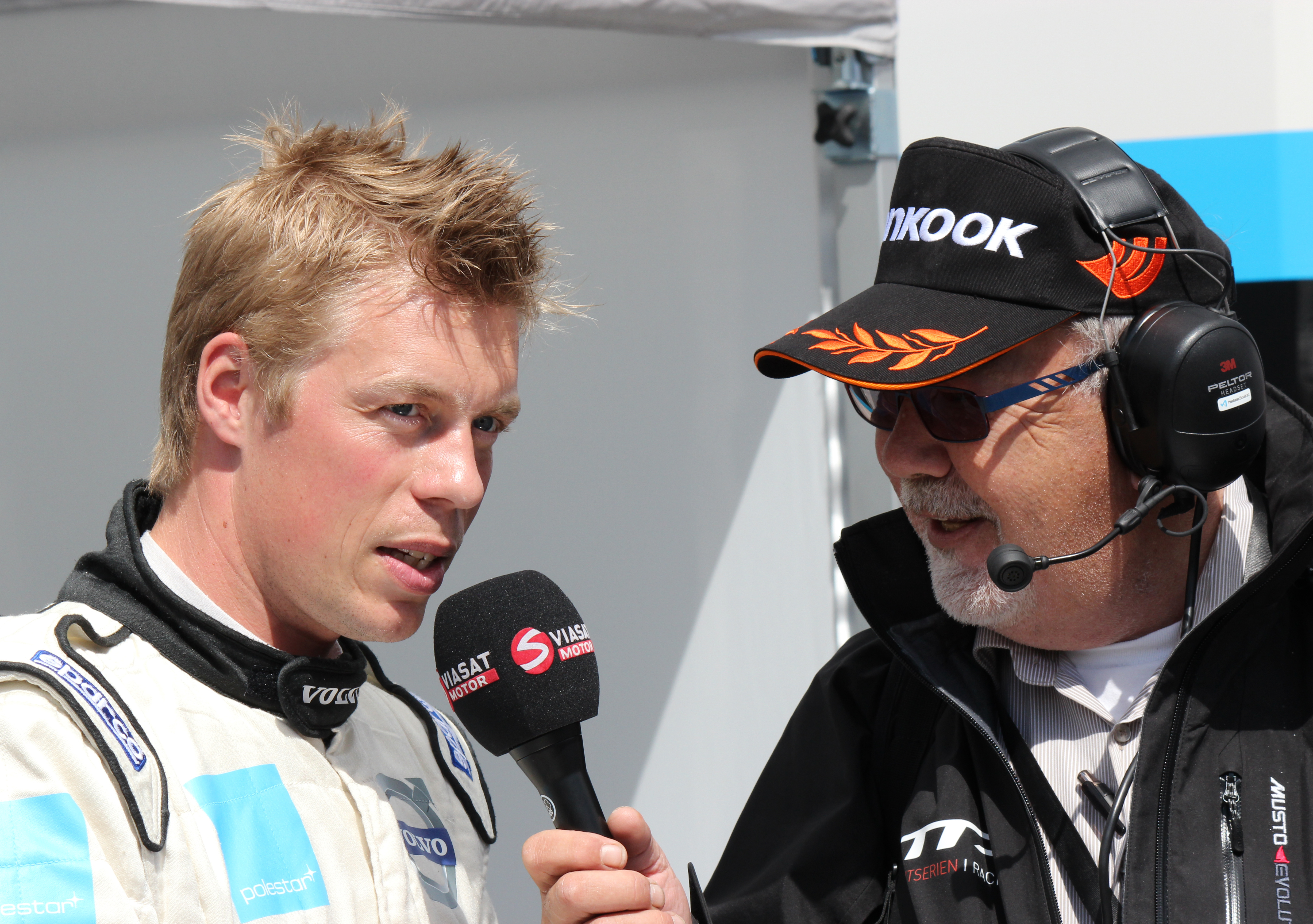
Lars G Nilsson (L.G. Nilsson) intervjuar Thed Björk för Viasat Motor på Anderstorp Raceway 2012.

En intervju är en konversation mellan två eller fler parter där den ena parten utfrågar den andra för att anskaffa information.
- Exempel på intervju för bedömning är en anställningsintervju.
- Intervjuer som är tänkta att frambringa information används oftast av poliser, journalister i TV, radio och tidningar och av forskare.
- En audiovisuellt inspelad intervju kallas synk.
- En personlig intervju är när intervjuaren personligen träffar intervjupersonen.
- En postal intervju (enkät) är en undersökningsmetod som bygger på skriftliga frågor och svar.
- Intervjuer används som en del av användartester inom programutveckling.

## Synk
Synk, egentligen synkronisering, är en intervju som spelas in med ljud och rörlig bild. Synkar är vanligt förekommande i TV-program.

## Källhänvisningar
1. ↑  ”synk - filmordlista”. voodoofilm. https://www.voodoofilm.org/ordlista/term/synk. Läst 26 maj 2021.